# مستشفى بدر الجامعي
مستشفى بدر الجامعي هو مستشفى تعليمي حكومي مصري، يتبع كلية الطب (جامعة حلوان)، يقع بالمحور المركزي بمدينة بدر بمحافظة القاهرة على مساحة حوالي 8.2 فدان، أنشأ سنة 2006 كأحد مستشفيات مديرية الشئون الصحية بمحافظة القاهرة التابعة لوزارة الصحة والسكان، وظل كذلك حتى نُقلت تبعيته إلى جامعة حلوان بقرار رئيس مجلس الوزراء رقم 889 بتاريخ 24 أغسطس 2013، وتحول من مستشفى مركزي إلى مستشفى تعليمي تحت إدارة كلية الطب، بلغت طاقته الاستيعابية سنة 2022 حوالي 260 سرير، واستقبل بمتوسط 8000 مريض شهريًا.

## الأقسام والتخصصات
يضم مستشفى بدر الجامعي أقسام الطوارئ والحوادث، المعامل، بنك دم ومشتقاته، الأشعة، وحدة القلب التشخيصية، وحدة المناظير الجراحية، وحدة الغسيل الكلوي، العظام، المسالك، جراحة العيون، الأنف والأذن، مناظير الجهاز الهضمي التشخيصية والعلاجية، أمراض النساء، الأطفال المبتسرين، الأورام، والسمعيات والتخاطب.

## وصلات خارجية
- الصفحة الرسمية للمستشفى على موقع فيس بوك.